# Агмадабад (Тафреш)
Агмадабад (перс. احمداباد) — село в Ірані, у дегестані Рудбар, у Центральному бахші, шагрестані Тафреш остану Марказі. За даними перепису 2006 року, його населення становило 31 особу, що проживали у складі 7 сімей.

## Клімат
Середня річна температура становить 13,18 °C, середня максимальна – 32,27 °C, а середня мінімальна – -9,07 °C. Середня річна кількість опадів – 269 мм.
| Клімат поселення                              | Клімат поселення | Клімат поселення | Клімат поселення | Клімат поселення | Клімат поселення | Клімат поселення | Клімат поселення | Клімат поселення | Клімат поселення | Клімат поселення | Клімат поселення | Клімат поселення | Клімат поселення |
| Показник                                      | Січ.             | Лют.             | Бер.             | Квіт.            | Трав.            | Черв.            | Лип.             | Серп.            | Вер.             | Жовт.            | Лист.            | Груд.            |                  |
| Середній максимум, °C                         | 7,80             | 9,56             | 14,82            | 21,03            | 25,52            | 31,29            | 32,27            | 31,11            | 27,03            | 21,32            | 14,38            | 8,47             |                  |
| Середня температура, °C                       | −0,64            | 1,13             | 6,38             | 12,59            | 17,09            | 22,85            | 26,28            | 25,13            | 21,05            | 15,35            | 8,40             | 2,49             |                  |
| Середній мінімум, °C                          | −9,07            | −7,31            | −2,06            | 4,16             | 8,64             | 14,43            | 20,31            | 19,16            | 15,08            | 9,37             | 2,43             | −3,49            |                  |
| Норма опадів, мм                              | 38               | 36               | 48               | 37               | 30               | 4                | 1                | 1                | 0                | 12               | 24               | 38               |                  |
| Середньомісячна швидкість вітру, м/с          | 2.00             | 2.25             | 3.20             | 3.29             | 2.85             | 2.66             | 2.86             | 2.58             | 2.30             | 2.27             | 1.91             | 1.78             |                  |
| Середньомісячна сонячна радіація, кДж/м²·день | 8698             | 11756            | 14326            | 17948            | 22024            | 26567            | 25971            | 23734            | 20347            | 14851            | 10687            | 8584             |                  |
| --------------------------------------------- | ---------------- | ---------------- | ---------------- | ---------------- | ---------------- | ---------------- | ---------------- | ---------------- | ---------------- | ---------------- | ---------------- | ---------------- | ---------------- |
| Джерело:                                      |                  |                  |                  |                  |                  |                  |                  |                  |                  |                  |                  |                  |                  |